# Intertoto-Cup 1981
Der 15. Intertoto-Cup wurde im Jahr 1981 ausgespielt. Das Turnier wurde mit 36 Mannschaften ausgerichtet.

## Gruppenphase

### Gruppe 1
| Pl. | Verein            | Sp. | S | U | N | Tore    | Diff. | Punkte |
| --- | ----------------- | --- | - | - | - | ------- | ----- | ------ |
| 1.  | Wiener Sport-Club | 6   | 4 | 1 | 1 | 012:700 | +5    | 09:30  |
| 2.  | RFC Lüttich       | 6   | 3 | 1 | 2 | 013:100 | +3    | 07:50  |
| 3.  | Maccabi Netanja   | 6   | 2 | 2 | 2 | 011:900 | +2    | 06:60  |
| 4.  | Hapoel Tel Aviv   | 6   | 0 | 2 | 4 | 006:160 | −10   | 02:10  |

|                   | Osterreich | Belgien | Israel | Israel |
| ----------------- | ---------- | ------- | ------ | ------ |
| Wiener Sport-Club |            | 3:1     | 2:0    | 3:1    |
| RFC Lüttich       | 3:0        |         | 3:2    | 4:1    |
| Maccabi Netanja   | 1:1        | 3:1     |        | 1:1    |
| Hapoel Tel Aviv   | 1:3        | 1:1     | 1:4    |        |

### Gruppe 2
| Pl. | Verein               | Sp. | S | U | N | Tore    | Diff. | Punkte |
| --- | -------------------- | --- | - | - | - | ------- | ----- | ------ |
| 1.  | Standard Lüttich     | 6   | 3 | 3 | 0 | 012:300 | +9    | 09:30  |
| 2.  | Kjøbenhavns Boldklub | 6   | 2 | 2 | 2 | 006:800 | −2    | 06:60  |
| 3.  | SK Sturm Graz        | 6   | 1 | 3 | 2 | 006:900 | −3    | 05:70  |
| 4.  | MSV Duisburg         | 6   | 0 | 4 | 2 | 003:700 | −4    | 04:80  |

|                      | Belgien | Danemark | Osterreich | Deutschland Bundesrepublik |
| -------------------- | ------- | -------- | ---------- | -------------------------- |
| Standard Lüttich     |         | 4:0      | 4:1        | 2:0                        |
| Kjøbenhavns Boldklub | 1:1     |          | 0:1        | 1:1                        |
| SK Sturm Graz        | 1:1     | 1:2      |            | 1:1                        |
| MSV Duisburg         | 0:0     | 0:2      | 1:1        |                            |

### Gruppe 3
| Pl. | Verein         | Sp. | S | U | N | Tore    | Diff. | Punkte |
| --- | -------------- | --- | - | - | - | ------- | ----- | ------ |
| 1.  | Werder Bremen  | 6   | 5 | 1 | 0 | 015:600 | +9    | 11:10  |
| 2.  | Malmö FF       | 6   | 2 | 2 | 2 | 007:700 | ±0    | 06:60  |
| 3.  | Spartak Plewen | 6   | 2 | 0 | 4 | 009:110 | −2    | 04:80  |
| 4.  | FC Zürich      | 6   | 1 | 1 | 4 | 007:140 | −7    | 03:90  |

|                | Deutschland Bundesrepublik | Schweden | Bulgarien 1971 | Schweiz |
| -------------- | -------------------------- | -------- | -------------- | ------- |
| Werder Bremen  |                            | 1:0      | 1:0            | 3:1     |
| Malmö FF       | 2:2                        |          | 3:1            | 2:1     |
| Spartak Plewen | 2:3                        | 2:0      |                | 4:1     |
| FC Zürich      | 1:5                        | 0:0      | 3:0            |         |

### Gruppe 4
| Pl. | Verein             | Sp. | S | U | N | Tore    | Diff. | Punkte |
| --- | ------------------ | --- | - | - | - | ------- | ----- | ------ |
| 1.  | Budućnost Titograd | 6   | 3 | 2 | 1 | 012:700 | +5    | 08:40  |
| 2.  | Odense BK          | 6   | 2 | 3 | 1 | 011:900 | +2    | 07:50  |
| 3.  | Östers IF          | 6   | 2 | 1 | 3 | 007:900 | −2    | 05:70  |
| 4.  | SSW Innsbruck      | 6   | 1 | 2 | 3 | 009:140 | −5    | 04:80  |

|                    | Jugoslawien Sozialistische Föderative Republik | Danemark | Schweden | Osterreich |
| ------------------ | ---------------------------------------------- | -------- | -------- | ---------- |
| Budućnost Titograd |                                                | 4:2      | 3:1      | 1:2        |
| Odense BK          | 1:1                                            |          | 3:0      | 1:1        |
| Östers IF          | 0:0                                            | 0:1      |          | 4:1        |
| SSW Innsbruck      | 1:3                                            | 3:3      | 1:2      |            |

### Gruppe 5
| Pl. | Verein             | Sp. | S | U | N | Tore    | Diff. | Punkte |
| --- | ------------------ | --- | - | - | - | ------- | ----- | ------ |
| 1.  | Aarhus GF          | 6   | 4 | 1 | 1 | 009:700 | +2    | 09:30  |
| 2.  | TJ Zbrojovka Brünn | 6   | 2 | 2 | 2 | 011:100 | +1    | 06:60  |
| 3.  | LASK Linz          | 6   | 2 | 2 | 2 | 009:100 | −1    | 06:60  |
| 4.  | IK Brage           | 6   | 1 | 1 | 4 | 006:800 | −2    | 03:90  |

|                    | Danemark | Tschechoslowakei | Osterreich | Schweden |
| ------------------ | -------- | ---------------- | ---------- | -------- |
| Aarhus GF          |          | 4:2              | 1:0        | 2:1      |
| TJ Zbrojovka Brünn | 3:0      |                  | 2:3        | 2:1      |
| LASK Linz          | 1:1      | 2:2              |            | 3:1      |
| IK Brage           | 0:1      | 0:0              | 3:0        |          |

### Gruppe 6
| Pl. | Verein         | Sp. | S | U | N | Tore    | Diff. | Punkte |
| --- | -------------- | --- | - | - | - | ------- | ----- | ------ |
| 1.  | RWD Molenbeek  | 6   | 3 | 2 | 1 | 010:700 | +3    | 08:40  |
| 2.  | Bryne IL       | 6   | 2 | 2 | 2 | 005:600 | −1    | 06:60  |
| 3.  | Sparta Prag    | 6   | 2 | 1 | 3 | 008:800 | ±0    | 05:70  |
| 4.  | BSC Young Boys | 6   | 2 | 1 | 3 | 004:600 | −2    | 05:70  |

|                | Belgien | Norwegen | Tschechoslowakei | Schweiz |
| -------------- | ------- | -------- | ---------------- | ------- |
| RWD Molenbeek  |         | 2:1      | 2:2              | 3:1     |
| Bryne IL       | 0:0     |          | 0:3              | 0:0     |
| Sparta Prag    | 3:2     | 0:2      |                  | 0:1     |
| BSC Young Boys | 0:1     | 1:2      | 1:0              |         |

### Gruppe 7
| Pl. | Verein                  | Sp. | S | U | N | Tore    | Diff. | Punkte |
| --- | ----------------------- | --- | - | - | - | ------- | ----- | ------ |
| 1.  | IFK Göteborg            | 6   | 5 | 0 | 1 | 012:600 | +6    | 10:20  |
| 2.  | Hertha BSC              | 6   | 4 | 0 | 2 | 012:600 | +6    | 08:40  |
| 3.  | Bohemians ČKD Prag      | 6   | 3 | 0 | 3 | 010:800 | +2    | 06:60  |
| 4.  | Grasshopper Club Zürich | 6   | 0 | 0 | 6 | 005:190 | −14   | 0:12   |

|                         | Schweden | Deutschland Bundesrepublik | Tschechoslowakei | Schweiz |
| ----------------------- | -------- | -------------------------- | ---------------- | ------- |
| IFK Göteborg            |          | 1:0                        | 2:1              | 2:1     |
| Hertha BSC              | 1:2      |                            | 2:0              | 5:1     |
| Bohemians ČKD Prag      | 2:1      | 1:2                        |                  | 3:1     |
| Grasshopper Club Zürich | 1:4      | 1:2                        | 0:3              |         |

### Gruppe 8
| Pl. | Verein              | Sp. | S | U | N | Tore    | Diff. | Punkte |
| --- | ------------------- | --- | - | - | - | ------- | ----- | ------ |
| 1.  | Stuttgarter Kickers | 6   | 4 | 2 | 0 | 013:400 | +9    | 10:20  |
| 2.  | Viking Stavanger    | 6   | 3 | 2 | 1 | 008:700 | +1    | 08:40  |
| 3.  | Willem II Tilburg   | 6   | 2 | 2 | 2 | 011:100 | +1    | 06:60  |
| 4.  | Marek Dupniza       | 6   | 0 | 0 | 6 | 002:130 | −11   | 0:12   |

|                     | Deutschland Bundesrepublik | Norwegen | Niederlande | Bulgarien 1971 |
| ------------------- | -------------------------- | -------- | ----------- | -------------- |
| Stuttgarter Kickers |                            | 4:0      | 3:1         | 2:0            |
| Viking Stavanger    | 0:0                        |          | 2:2         | 3:0            |
| Willem II Tilburg   | 3:3                        | 0:1      |             | 4:1            |
| Marek Dupniza       | 0:1                        | 1:2      | 0:1         |                |

### Gruppe 9
| Pl. | Verein              | Sp. | S | U | N | Tore    | Diff. | Punkte |
| --- | ------------------- | --- | - | - | - | ------- | ----- | ------ |
| 1.  | TJ Rudá Hvězda Cheb | 6   | 3 | 2 | 1 | 015:900 | +6    | 08:40  |
| 2.  | Royal Antwerpen     | 6   | 3 | 1 | 2 | 012:700 | +5    | 07:50  |
| 3.  | Næstved IF          | 6   | 3 | 1 | 2 | 007:800 | −1    | 07:50  |
| 4.  | FC Luzern           | 6   | 0 | 2 | 4 | 006:160 | −10   | 02:10  |

|                     | Tschechoslowakei | Belgien | Danemark | Schweiz |
| ------------------- | ---------------- | ------- | -------- | ------- |
| TJ Rudá Hvězda Cheb |                  | 2:0     | 1:1      | 6:0     |
| Royal Antwerpen     | 4:1              |         | 0:1      | 2:2     |
| Næstved IF          | 2:3              | 0:3     |          | 1:0     |
| FC Luzern           | 2:2              | 1:3     | 1:2      |         |

## Intertoto-Cup Sieger 1981
- Wiener Sport-Club
- Standard Lüttich
- Werder Bremen
- FK Budućnost Podgorica
- Aarhus GF
- RWD Molenbeek
- IFK Göteborg
- Stuttgarter Kickers
- TJ Rudá Hvězda Cheb